# 鄭振瑤

鄭振瑤（1936年11月7日—2023年5月22日），安徽靈璧人，中央實驗話劇院一級演員，中國話劇、影視演員，畢業於中央戲劇學院，出演話劇《大雷雨》、《文成公主》、《桃花扇》等，參演電影《如意》、《城南舊事》、《美麗上海》，電視劇《林巧稚》、《潘玉良》等。
曾任中央實驗話劇院院長、中國戲劇家協會常務理事、中國電影表演協會名譽理事。

## 生平
12歲入中国福利会儿童艺术剧院學習，1954年入中央戲劇學院表演系，1958年畢業後進而擔任中央實驗話劇院演員，先後主演舞臺劇《文成公主》、《桃花扇》、《大雷雨》等被譽為話劇舞台上的“奇花”。
文革期間被打成“白專道路”、“文藝黑線”、“現行反革命”，先後下放到鞍山鋼鐵廠，河北農村等地，1975年回到北京，后平反。
1973年曾被選中参演故事片《闪闪的红星》，飾演東子媽一角，但因出身不好，拍攝樣片後遭換角，至文革結束後才參加《飛行交響樂》的拍摄，步入影坛。1982年，因在影片《城南舊事》中飾演宋媽，獲第三屆中國電影金雞獎最佳女配角獎。此後又參加了《火燒圓明園》、《美麗上海》等十餘部電影的演出。

## 家庭
鄭振瑤的先生是舞蹈家游惠海，二人於1958年結婚，1962年育有一女。

## 作品

### 话剧
- 1950年《小雪花》
- 1951年《时刻准备着》饰 少年儿童队队员
- 1952年《消灭细菌》饰 蚊子
- 1953年《小白兔》饰 小白兔
- 1954年《祖国的园地》饰 李晓慧
- 1958年《孔雀胆》饰 阿盖公主
- 1958年《友与敌》饰 严茵华
- 1959年《大雷雨》饰 卡杰林娜
- 1960年《为了六十一个阶级兄弟》饰 护士秀英
- 1960年《文成公主》饰 文成公主
- 1961年《桃花扇》饰 李香君
- 1962年《火焰山的怒吼》饰 早热汗
- 1963年《叶尔绍夫兄弟》饰 卡芭
- 1964年《千万不要忘记》饰 丁少真
- 1976年《平原作战》饰 小英
- 1976年《战斗的篇章》饰 路小英
- 1977年《怀念周总理》
- 1977年《曙光》饰 金莓英
- 1978年《东进！东进！》饰 张琪
- 1978年《最后一幕》饰 白灵
- 1979年《大风歌》饰 戚夫人
- 1980年《故都春晓》饰 傅瑞萱
- 1983年《风雨故人来》饰 夏之娴
- 1989年《北京人》饰 曾思懿

### 电影
- 1981年《飞行交响乐》饰 丁淑云
- 1981年《邻居》饰 明锦华
- 1982年《如意》饰 金绮纹
- 1983年《城南旧事》饰 宋妈
- 1983年《火烧圆明园》饰 富蔡氏
- 1984年《残月》饰 母亲
- 1985年《晚霞》
- 1987年《同龄女友》饰 柳青
- 1988年《弧光》饰 肖波
- 1990年《南行记》饰 大足女人
- 1991年《周恩来》饰 薛明
- 1992年《继母》饰 母亲
- 1993年《梦醒时分》饰 马母
- 1993年《月落玉长河》饰 姑妈
- 1994年《带轱辘的摇篮》饰 姑妈
- 1994年《姗娘》饰 阿妈
- 2000年《相伴永远》饰 葛健豪
- 2002年《假装没感觉》饰 外婆
- 2002年《首席执行官》饰 凌母
- 2004年《台湾往事》饰 母亲老年
- 2004年《美丽上海》饰 康唐鄞清

### 电视剧
- 1980年代末《桂花飘香》
- 1985年《一个女演员的故事》
- 1985年《东方女性》饰 林清芬
- 1986年《林巧稚大夫》饰 林巧稚
- 1986年《个人情感》饰 丁心怡
- 1990年《潘玉良》饰 潘玉良（中年）
- 1991年《梦月》饰 徐老师
- 1992年《让我们荡起双桨》饰 冯如乾
- 1992年《皇城根儿》饰 杨妈
- 1994年《我爱我家》饰 胡伯母
- 1995年《中国空姐》饰 江雪竹
- 1995年《大地之子》饰 冷珠
- 1996年《一亩三分地》饰 秋盛娘
- 1996年《孽海情缘》饰 仇氏
- 1996年《娘要嫁人》饰 李春梅
- 1998年《戊戌风云》饰 慈禧太后
- 1998年《商旗》饰 慈禧太后
- 1998年《有情人》饰 罗妈妈
- 1999年《女人之家》饰 任羽蓉
- 1999年《天地娘心》饰 范妈妈
- 2001年《陈真后传》饰 任老夫人
- 2001年《咱老百姓·老费头》饰 刘玉娇
- 2001年《冰糖葫芦》饰 郭三妹
- 2001年《苦乐天伦》
- 2001年《越活越明白》
- 2002年《活个精神头》饰 许佩瑶
- 2005年《爱如风过》饰 许惠敏
- 2005年《双面人生》饰 慈禧太后
- 2005年《错爱一生》饰 顾邱婉默
- 2007年《红幡》饰 张老夫人
- 2008年《大长垣》饰 慈禧太后

### 其他
广播剧
- 1960年《杜十娘》饰 杜十娘

配音
- 1980年《鹊桥仙》饰 苏小妹
- 1982年《岳安林和他的妻子》饰 李翠先
- 1985年《阿信》（央视配音版）

纪录片（旁白）
- 1983年《怀念蒋筑英》

## 外部連結
- 中國影視資料館
- 郑振瑶和她的“最佳家庭配角”[永久]
- 鄭振瑤在互联网电影资料库（IMDb）上的資料（英文）
- 鄭振瑤在豆瓣上的资料（简体中文）